# Region Pacyfiku

Kraje zaznaczone na niebiesko graniczą z wybrzeżem Pacyfiku

Region Pacyfiku (ang. Pacific Rim) –  region obejmujący kraje basenu Oceanu Spokojnego w Azji, Australii i Oceanii oraz w Ameryce Północnej i Ameryce Południowej. Region Pacyfiku w przybliżeniu pokrywa się z geologicznym Pacyficznym Pierścieniem Ognia.